# شركة مجموعة زاد
شركة مجموعة زاد هي شركة تهتم بنشر وتطوير وتصميم المحتوى الإسلامي والمشاريع الدينية من خلال التقنية ووسائل الإعلام ومنصات التعليم الرقمي. أسسها الشيخ محمد صالح المنجد عام 1422 هـ.

## مشاريع الشركة
- إنشاء موقع الإمام ابن باز: وهو موقع يهدف إلى جمع تراث الشيخ ابن باز العلمي ودعوته ليكون دليلًا جامعًا لفتاويه وإجاباته على أسئلة الناس وقضايا المسلمين.
- إنشاء تطبيق موسوعة الفتاوى البازية: وهو أكبر تطبيق إلكتروني يجمع فتاوى الشيخ ابن باز.
- إنشاء موقع الشيخ عبد العزيز الراجحي: وهو موقع يهدف إلى جمع فتاوى ودروس الشيخ عبد العزيز الراجحي في موقع واحد.
- إنشاء موقع الشيخ خالد السبت: وهو موقع يهدف إلى جمع محاضرات وسلاسل ودورات وكتب الشيخ خالد السبت لنشر العلم الشرعي وتعليم الدين.
- إنشاء قناة زاد الفضائية: وهي قناة علمية تعليمية احترافية تهدف إلى نشر الإسلام وتعليم آدابه وتقريبه بيسر وسهولة.
- إنشاء أكاديمية زاد العلمية: هي أكاديمية شرعية تهدف إلى نشر العلم الشرعي وتدريسه للمبتدئين بأسلوب ميسّر وسهل.
- مشروع عالم زيدو: هو مشروع تعليمي تربوي إلكتروني يستهدف الإرتقاء بالطفل المسلم وفق منطلقات إسلامية ومنهج تربوي متكامل واستثمار لأحدث تقنيات التعليم الجاذب.
- إنشاء منصة زادي: وهي منصة شرعية لتعليم وتدريس العلم الشرعي من خلال المساقات التعليمية والحقائب العلمية والرامج التدريبية.
- إنشاء تطبيق مصحف زاد: وهو تطبيق إلكتروني للقرآن الكريم، يستطيع المستخدم من خلاله الاستماع إلى القرآن بصوت أشهر القُرّاء، كما يتيح له قراءة التفاسير مثل تفسير ابن كثير والسعدي والطبري وغيرهم، بالإضافة إلى إمكانية معرفة معاني القرآن الكريم بلغات مختلفة من أوثق الترجمات، وغيره من المميزات.
- إنشاء تطبيق فقه المهن: وهو تطبيق يقدم معلومات وفوائد وأحكام شرعية لكل صاحب مهنة، مثل الطبيبوالتاجر والحلَّاق والمزارع والجزَّار وغيرهم، كما يحتوي على فتاوى مهمة تساعد على تحرِّي الحق وتجنب الوقوع في الشبهات والمعاصي بالمهنة.
- إنشاء تطبيق الحُفَّاظ الصِّغَار: وهو تطبيق يعتني بحفظ السنة النبوية ومعرفة معانيها وإرشاداتها التربوية، ومطالعة أسماء الصحابة وترجماتهم بطريقة سهلة وممتعة.
- إنشاء تطبيق طهور إن شاء الله: وهو تطبيق تم إنشائه خصيصًا ليكون أنيسًا للمريض ويقدم له ما يحتاج من معلومات وأحكام شرعية التي تناقش ما يتعرض له من أحوال صحية وكذلك فتاوى العلماء في هذا الجانب، وفي التطبيق يجد المستخدم التفاصيل عن الرقية الشرعية وكيف يحصن نفسه بالمأثور من الأدعية من القرآن والسنة.
- إنشاء تطبيق تجارب خيرية: وهي شبكة اجتماعية تفاعلية تتيح للفاعلين والمشاركين والعاملين في القطاعات الخيرية والدعوية والمجتمعية نشر التجارب والممارسات الناجحة مع إتاحة التعليقات والمناقشات ليستفيد منها الآخرون. ويمكن للمستخدمين إضافة مجموعات تفاعلية مغلقة لمناقشة تجارب وممارسات ناجحة . كما يمكن للقطاعات والمؤسسات الرسمية إضافة ممارساتهم الناجحة ومناقشتها مع المستخدمين.[1]